# Hypericum foliosum
Hypericum foliosum är en johannesörtsväxtart som beskrevs av Jonas Dryander och William Aiton. Hypericum foliosum ingår i släktet johannesörter, och familjen johannesörtsväxter. Inga underarter finns listade i Catalogue of Life.